# 6708 Bobbievaile
Bobbievaile (asteróide 6708) é um asteróide da cintura principal, a 2,0015666 UA. Possui uma excentricidade de 0,1814542 e um período orbital de 1 396,63 dias (3,82 anos).
Bobbievaile tem uma velocidade orbital média de 19,04711514 km/s e uma inclinação de 12,09021º.
Este asteróide foi descoberto em 4 de Janeiro de 1989 por Robert McNaught.